# Lưu Khánh (Đông Hán)
Lưu Khánh (chữ Hán: 劉慶; 78 - 1 tháng 2, 107), cũng gọi Thanh Hà Hiếu vương (清河孝王), một hoàng tử nhà Hán, là con trưởng của Hán Chương Đế Lưu Đát và là cha ruột của Hán An Đế Lưu Hỗ.

## Cuộc đời

### Thái tử bị phế truất
Lưu Khánh sinh năm Kiến Sơ thứ 3 (78), mẹ là Quý nhân Tống thị người Bình Lăng, quận Phù Phong (nay là Bảo Kê, Thiểm Tây), cháu 8 đời của Trung úy thời Tây Hán là Tống Xương (宋昌), cha là Tống Dương (宋楊), có cô mẫu là ngoại tổ mẫu của Minh Đức Mã hoàng hậu. Khi đó Mã Thái hậu nghe nói nhà họ Tống có hai cô con gái có tài sắc, bèn triệu vào Dịch đình. Tống thị được sủng, sinh ra Lưu Khánh. Năm Kiến Sơ thứ 4 (79), lập làm Hoàng thái tử.
Năm Kiến Sơ thứ 7 (82), Tống Quý nhân lâm bệnh, cơn bệnh khiến bà rất thèm Chi Tơ hồng nên yêu cầu gia đình đưa vào cung. Nhân đó, Chương Đức Đậu hoàng hậu tố cáo Tống quý nhân đưa vật lạ vào cung để làm trò phù thủy. Các Hoàng đế nhà Hán sau sự kiện của Hán Vũ Đế, đã rất nhạy cảm đến chuyện đồng cốt, pháp sư ở trong cung, việc này khiến Hán Chương Đế nổi trận lôi đình, liền phế truất Thái tử Lưu Khánh thành Thanh Hà vương (清河王). Tống Quý nhân cùng người em gái bị phế và bị giải vào ngục và bị ép uống rượu độc tự vẫn. Ngôi Thái tử thuộc về người em là Lưu Triệu mới 9 tuổi.

### Diệt họ Đậu
Năm Chương Hòa thứ 2 (88), Hán Chương Đế băng, Thái tử Lưu Triệu kế vị, tức Hán Hoà Đế. Do còn nhỏ, Đậu hoàng hậu trở thành Hoàng thái hậu, lâm triều nhiếp chính, anh của Thái hậu là Đậu Hiến tham dự triều đình, trở thành ngoại thích có quyền thế.
Thanh Hà vương Lưu Khánh vẫn ở lại kinh sư, chưa về đất phong Thanh Hà quốc, ông cả đời tuân kỷ thủ pháp, cẩn thận chặt chẽ, không có cái gì sai lầm. Khi ấy, Đậu Thái hậu lâm triều, có anh là Đậu Hiến làm bại hoại triều đình, Lưu Khánh đã cùng với hoạn quan Trịnh Chúng khích lệ Hoà Đế khiến Hoà Đế phát động chính biến để tiêu diệt nhà họ Đậu. Năm Vĩnh Nguyên thứ 4 (92), Hán Hòa Đế quyết định làm chính biến, tiêu diệt dòng họ Đậu một cách gọn ghẽ và nhanh chóng, trong đó có công lao không nhỏ của Thanh Hà vương Lưu Khánh. Nhờ đó, ông được Hán Hoà Đế ban tặng 2 chị em họ Tả là Tả Đại Nga cùng Tả Tiểu Nga. Năm Vĩnh Nguyên thứ 6 (94), con trai ông là Lưu Hỗ ra đời do Tả Tiểu Nga sinh ra. Sau này khi Hòa Đế biết được mẹ ruột của mình không phải là Đậu thái hậu, Lưu Khánh cũng nhân đó xin vua em cho phép cải táng cho Tống Quý nhân thân mẫu của mình. Hòa Đế chấp thuận và ban thêm các đồ cúng cho Lưu Khánh dùng để tế lễ bà Quý nhân.
Năm Nguyên Hưng nguyên niên (105), Hán Hòa Đế qua đời khi mới 27 tuổi. Lưu Khánh được tin này thì quá đau buồn đến nỗi nôn ra máu và rồi đau yếu đến tận khi mất. Chính cung của Hòa Đế là Đặng Tuy trở thành Hoàng thái hậu, và lập con nhỏ của Hòa Đế là Lưu Long kế vị, sử gọi Hán Thương Đế. Năm Diên Bình nguyên niên (106), Lưu Khánh bị buộc trở về đất phong Thanh Hà quốc, nay là Lâm Thanh, Sơn Đông. Tuy nhiên Đặng Thái hậu có linh cảm rằng Thương Đế khó có khả năng sống lâu, mà lại không nghe theo lời quần thần lập Bình Nguyên Vương Lưu Thắng, nên bà ta cho lại giữ Lưu Hỗ và chính thất của Thanh Hà vương Khánh là Cảnh Cơ ở trong cung. 
Sau khi Lưu Khánh về nước không lâu thì Thương Đế cũng chết yểu, con trai ông là Lưu Hỗ liền được lập lên ngôi, tức Hán An Đế. Đặng Thái hậu vì muốn cô lập tân đế, nên cũng đuổi Cảnh Cơ trở về Thanh Hà quốc. Lúc này, Thanh Hà vương Lưu Khánh đã mắc bệnh nên không có tầm ảnh hưởng gì đối với triều đình, nơi mà con trai ông đang làm Hoàng đế.
Ngày 1 tháng 2 năm 107, Thanh Hà vương Lưu Khánh qua đời, hưởng dương 29 tuổi, trước khi mất ông có trăn trối là muốn được chôn bên cạnh Tống quý nhân - thân mẫu của mình. Thụy hiệu là Hiếu (孝). 
Năm Diên Quang nguyên niên (121), Đặng Thái hậu qua đời. Ngày 2 tháng 5 năm ấy, Hán An Đế Lưu Hỗ bắt đầu truy tặng thụy hiệu cho cha mình làm [Hiếu Đức Hoàng; 孝德皇], mộ phần đổi gọi Cam Lăng (甘陵).

## Gia đình
- Thân phụ: Hán Chương Đế Lưu Đát.
- Thân mẫu: Tống Quý nhân, sau được truy tặng làm Kính Ẩn hoàng hậu (敬隱皇后).
- Thê thiếp:

1. Cảnh Cơ [耿姬], người quận Phù Phong, tổ phụ Cảnh Thư (耿舒) - em trai của Khai quốc công thần Hảo Chỉ Mẫn hầu Cảnh Yểm (耿弇). Được An Đế suy tôn Cam Lăng Đại Quý nhân (甘陵大贵人).
2. Tả Tiểu Nga [左小娥], sau suy tôn Hiếu Đức hoàng hậu (孝德皇后).
3. Tả Đại Nga [左大娥].

- Con trai:

1. Hán An Đế Lưu Hỗ [劉祜], mẹ là Tả Tiểu Nga.
2. Lưu Uy Vũ [劉虎威], kế vị Thanh Hà vương, thụy là Mẫn vương (湣王).
3. Lưu Thường Bảo [刘常保], nhậm tước Quảng Xuyên vương (廣川王).

- Con gái:

1. Lưu Thị Nam [劉侍男], năm Diên Quang nguyên niên (121) thụ tước Niết Dương Trưởng công chúa (涅暘長公主), lấy Vũ Dương hầu Sầm Hi (岑熙) - cháu cụ của Khai quốc công thần Sầm Bành (岑彭)[3][4].
2. Lưu Diệt Đắc [劉彆得], năm Diên Quang nguyên niên (121) thụ tước Vũ Âm Trưởng công chúa (舞陰長公主), lấy Cao Mật hầu Đặng Bao (鄧褒) - cháu cụ nội của Cao Mật hầu Đặng Vũ[4][5].
3. Lưu Cửu Trường [劉久長], năm Diên Quang nguyên niên (121) thụ tước Bộc Dương Trưởng công chúa (濮暘長公主), lấy Hảo Chỉ hầu Cảnh Lương (耿良) - cháu nội của Khai quốc công thần Cảnh Yểm (耿弇)[4][6].
4. Lưu Trực Đắc [劉直得], năm Diên Quang nguyên niên (121) thụ tước Bình Thị Trưởng công chúa (平氏長公主), lấy Chinh Khương hầu Lai Định (来定) - cháu cụ nội của Khai quốc công thần Lai Hấp (来历)[4][7].
5. Lưu Hiền Đắc [劉堅得], thụ tước Âm Thành công chúa (陰城公主), lấy Định Viễn hầu Ban Thủy (班始) - cháu của Ban Siêu. Công chúa cậy mình là cô của Hán Thuận Đế, gian dâm vô đạo, đem tình nhân vào phủ trướng dâm ô. Ban Thủy không chịu nhục, giết chết công chúa, bị Thuận Đế xử tử[8][9].
6. Còn bảy con gái khác, đều chết yểu.